# Constanza de Tolosa
Constanza de Tolosa fue la hija del conde Raimundo VI de Tolosa y su segunda esposa, Beatriz de Béziers.
Se casó en un primer matrimonio con Sancho VII de Navarra en 1195, pero se divorciaron en 1200. Tras la nulidad, ella se volvió a casar con Pedro Bermond II de Sauve.
Con su segundo esposo, Constanza tuvo descendencia:
1º. Pedro Bermundo, que sucedió a su padre y tuvo descendencia
2º. Raimundo, antecesor de los barones de Florac
3º. Bermundo, antecesor de los barones de Cayla
4ª. Una hija de nombre desconocido, casada con Hugo de Mirabel
5ª. Beatriz, casada con Arnaud de Roquefeuil
6ª. SIBILA, casada con Barral de Baux, por lo que Constanza es antepasada —(indirecta, al ser suegra de Barral)— de una de las dos personas del matrimonio monárquico católico: Fernando II de Aragón e Isabel I de Castilla.
Si hay registro de personas descendientes de Sibila (a su vez, nietas de Constanza), estas serían antecesoras de Fernando II de Aragón e Isabel I de Castilla.